# Nicolas de L'Hospital
Pour les articles homonymes, voir L'Hospital (homonymie).
Nicolas de L'Hospital, marquis puis duc de Vitry,,, seigneur de Nandy et de Coubert, plus connu sous le nom de maréchal de Vitry, né en 1581 et mort le 28 septembre 1644 à Nandy près de Melun, est un militaire et gentilhomme français du début du XVIIe siècle. Il est élevé à la dignité de maréchal de France par Louis XIII en 1617. Sa seigneurie de Vitry en Brie est Vitry-Coubert à Guignes, mais son duché de Vitry a été érigé en 1644 à Châteauvillain et Arc-en-Barrois (cf. Châteauvillain), et promu en duché-pairie en 1650.

## Biographie

### Origines
Petit-fils de François de L'Hospital († vers 1556/1567, mari d'Anne de La Châtre, fille de Claude Ier de La Chastre et sœur du 1er maréchal de La Châtre, Claude II), il est le fils aîné de Louis de L'Hospital († 1611), et de Françoise/Marie de Brichanteau, fille de Nicolas Brichanteau de Nangis. Son frère cadet, François de l'Hospital (1583-1660) sera maréchal de France comme lui, en 1643.
Il épouse Lucrèce Bouhier de Beaumarchais, veuve de Louis de La Trémoille, marquis de Noirmoutier (d'où Louis II), et belle-sœur de Charles Ier de La Vieuville. Ils eurent trois enfants :
- François-Marie, 2e duc de Vitry (-Châteauvillain) († 1679), maréchal de camp, ambassadeur extraordinaire en Bavière et à la Paix de Nimègue, x 1646 Marie-Louise Pot de Rhodes, dame d'Egreville et Villebéon, petite-fille maternelle du 2e maréchal de La Châtre, d'où :  
  - deux fils morts jeunes : Louis-Marie-Charles, dit le comte de Châteauvillain (vers 1653-1674) ; Nicolas-Jean, dit le chevalier de Vitry ;
  - et une fille, Marie-Françoise-Elisabeth de L'Hospital, la demoiselle de Vitry, dame d'Egreville et Villebéon († 1694) sans postérité de son union en 1680 avec Antoine-Philibert de La Tour de Torcy (vers 1648-1721 ; il se remariera avec Anne-Marie-Geneviève Rouault de Gamaches et lui transmettra Egreville et Villebéon) ;
- son frère Nicolas-Louis (vers 1636-1685), marquis de Vitry, ambassadeur en Autriche et Pologne (1680-1682), épouse sans postérité en 1662 Marie Brulart, petite-fille de Pierre Brulart ;
- et leur sœur Louise (1627-1661), abbesse de Montivilliers en 1644-1661 après sa tante Anne, sœur des maréchaux de Vitry et de L'Hospital.

### Famille
Sa famille originaire du royaume de Naples ne doit pas être confondue avec celle originaire d’Auvergne dont fait partie le chancelier Michel de L'Hospital (†1573).
Jean de Galluccio, † vers 1376, s’installe en France au milieu du XIVe siècle. Il est qualifié de clerc des arbalétriers du Roi en 1338/1346 et est naturalisé par Philippe VI en 1349. Il devient trésorier de France et conseiller du roi Charles V. Il prend le nom de Jean de l’Hospital lors de son mariage vers 1348/1353 avec Jeanne de Braque, comme condition pour hériter d’un oncle lui-même nommé Jean de l’Hospital.
François de l’Hospital, grand-père des deux maréchaux de Vitry et de L'Hôpital (notre Nicolas et son frère François), est son descendant à la 5e génération. Le nom même de l'Hospital serait-il une allusion à un fief hospitalier sis à Ozouer-le-Voulgis, dit la Ferme de l'Hôpital, dépendant de la grande commanderie de St-Jean en l'Ile de Corbeil (Jeanne de Braque avait en effet Ozouer dans ses biens) ?

### Carrière militaire

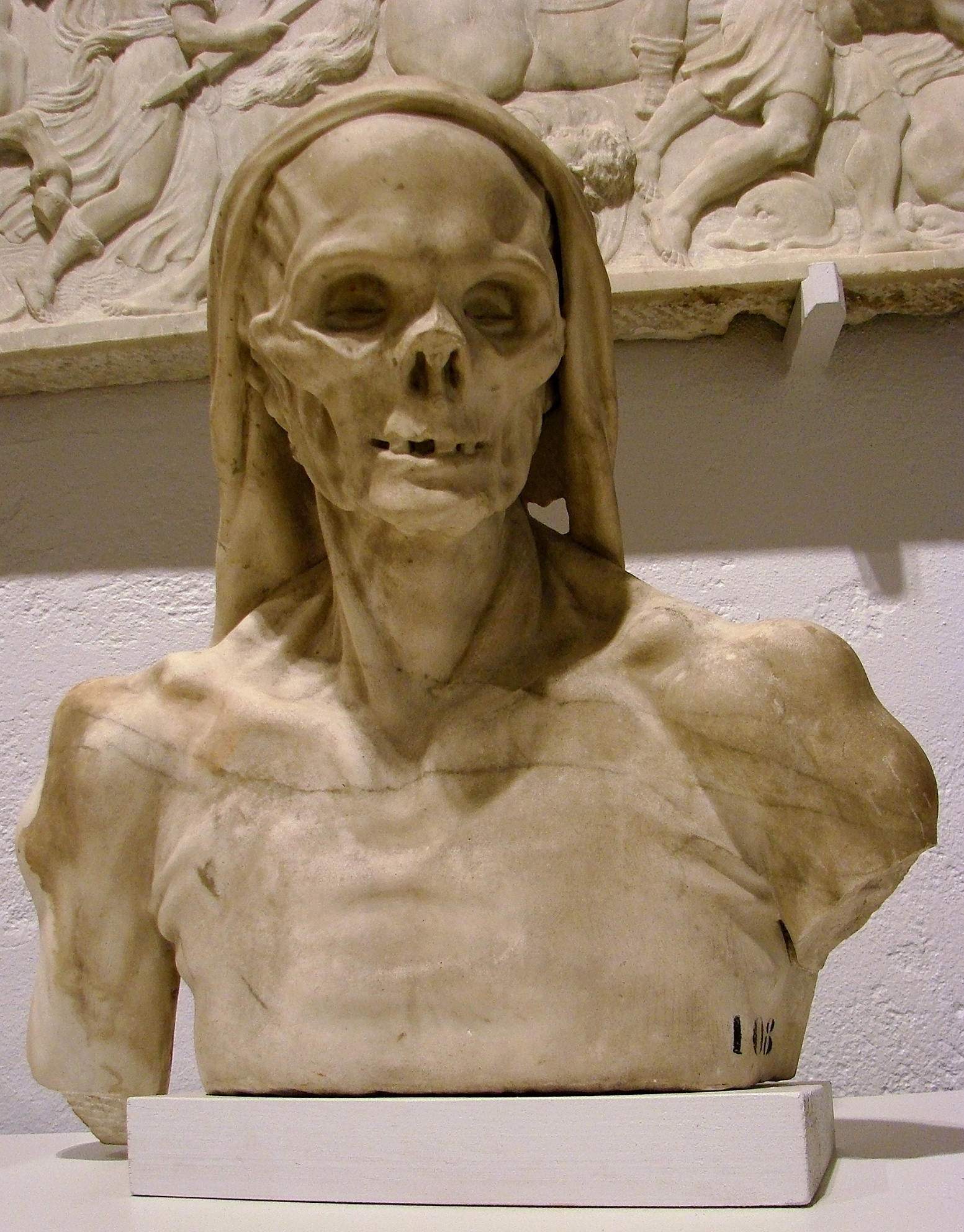
Fragment de son tombeau, Musée d'art et d'histoire de Chaumont.

Nicolas de L'Hospital devint capitaine des gardes sous le règne de Louis XIII. À ce titre, il participa à la conjuration qui devait mettre à mort le maréchal d'Ancre, Concino Concini, protégé de la régente et mère de Louis XIII, Marie de Médicis. C'est lui-même qui reçut l'ordre de tuer Concini, le 24 avril 1617. Parmi les hommes qui ont tiré sur le maréchal était: Lui; son frère, François de l'Hôpital, seigneur du Hallier; son beau-frère, M. le Baron de Persan; et un des Gardes de Corps, Guichaumont, exempt des gardes.
Après cette exécution, il est promu maréchal de France, connu après comme le maréchal de Vitry, et son frère, François, lui a remplacé comme capitaine des Gardes de Corps. Le 27 avril 1617, le Baron de Persan était nommé le capitaine de la Bastille, plus tard le gouverneur de la Bastille : il sera ainsi le geôlier de la maréchale d'Ancre, Léonora Dori, la veuve du maréchal.
Maréchal de Vitry est nommé gouverneur de Provence de 1631 à 1637 ; ses manières hautaines et impérieuses ainsi que des abus d'autorité suscitent des conflits avec le Parlement de Provence. Il est rappelé à la Cour en 1634 pour s'expliquer, temporairement remplacé par le Marquis de Saint-Chamond qui acquit très vite une grande popularité. Après son retour à Aix-en-Provence en 1635, il rencontre les mêmes difficultés et il est définitivement disgracié en 1635. Arrêté le 25 octobre 1637, sur la route de Saint-Germain, il est enfermé à la Bastille sur ordre de Richelieu, notamment pour des violences exercées sur l'archevêque de Sourdis.
Il est libéré le 19 janvier 1643, fait duc et pair de France à brevet en 1644, mais meurt dans son château de Nandy près de Melun le 28 septembre 1644. Il avait fait édifier un tombeau pour son épouse et lui en l'église st-Berchaire de Châteauvillain, œuvre en calcaire et marbre noir qui fut brisée par les révolutionnaires, ne sont conservés que les deux orants, au musée de Versailles et diverses sculptures au Musée d'art et d'histoire de Chaumont.

## Armoiries
| Figure | Blasonnement |
|        | Armes de la famille de L'Hospital De gueules, à un coq d'argent, crêté, membré et barbé d'or, portant au col un écusson d'azur, ch. d'une fleur-de-lis d'or. |
|        | Armes du duc de Vitry Ecartelé : au I, semé de fleurs de lys d'or à un lambel à quatre pendants de gueules brochant (Anjou-Sicile), au II, d'or à quatre pals de gueules (Aragon) ; III, parti, a, de sable à deux léopards d'or, l'un sur l'autre (Rouhault), b, coupé, 1 burelé d'or et de gueules (Volvire-Ruffec), 2, de gueules à neuf macles d'or ordonnées 3, 3, 3, un lambel d'argent brochant (Rohan-Montauban) ; IV, de gueules à une croix ancrée de vair (La Châtre) ; sur-le-tout de gueules, à un coq d'argent, crêté, membré et barbé d'or, portant au col un écusson d'azur, chargé d'une fleur-de-lis d'or (L'Hôpital). |